# Pomster
Pomster ist eine Ortsgemeinde im Landkreis Ahrweiler in Rheinland-Pfalz. Sie gehört der Verbandsgemeinde Adenau an.

## Geographie
Pomster liegt sieben Kilometer südwestlich der Stadt Adenau auf einem nach Norden leicht abfallenden Bergrücken zwischen den Tälern des Trierbachs im Westen und des Roßbachs im Osten. Zu Pomster gehören auch die Wohnplätze Haus im Suhr, Kirmutscheidermühle und Steinbächerhof. Bei der Kirmutscheidermühle erreicht das Gemeindegebiet mit etwa 320 m ü. NHN seinen niedrigsten Bodenpunkt.

## Politik

### Bürgermeister
Siegfried Müller wurde am 9. Juli 2019 Ortsbürgermeister von Pomster. Da bei der Direktwahl am 26. Mai 2019 kein Bewerber angetreten war, oblag die anstehende Neuwahl des Bürgermeisters gemäß Gemeindeordnung dem Rat, der sich für Müller entschied.
Er wurde im Juni 2024 wiedergewählt.
Müllers Vorgänger als Ortsbürgermeister war Siegfried Rausch.

## Kultur und Sehenswürdigkeiten

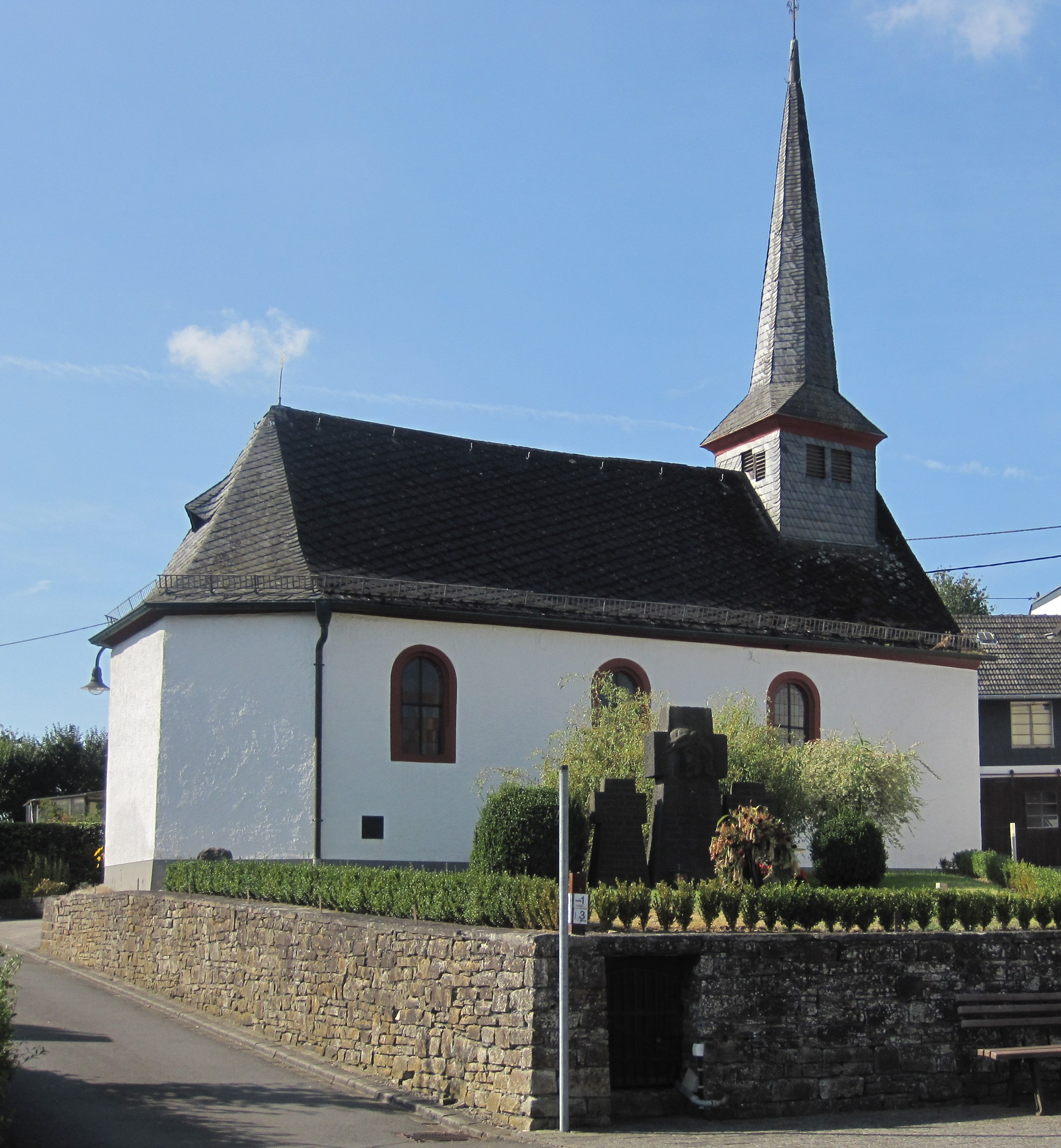
St. Maternus

- Katholische Filialkirche St. Maternus
- Außerhalb des Ortes befindet sich eine Aussichtsplattform (Lage) mit Panoramablick als Teil des Wanderwegs „Dörferblick-Schleife“.[5]

## Wirtschaft und Infrastruktur
Pomster liegt etwa einen Kilometer südwestlich der Bundesstraße 258 Koblenz–Aachen. Die Buslinie 882 des Verkehrsverbundes Rhein-Mosel stellt wochentags eine vor allem für den Schülerverkehr ausgelegte Verbindung in die nächste Stadt, Adenau, dar.